# Žebnice

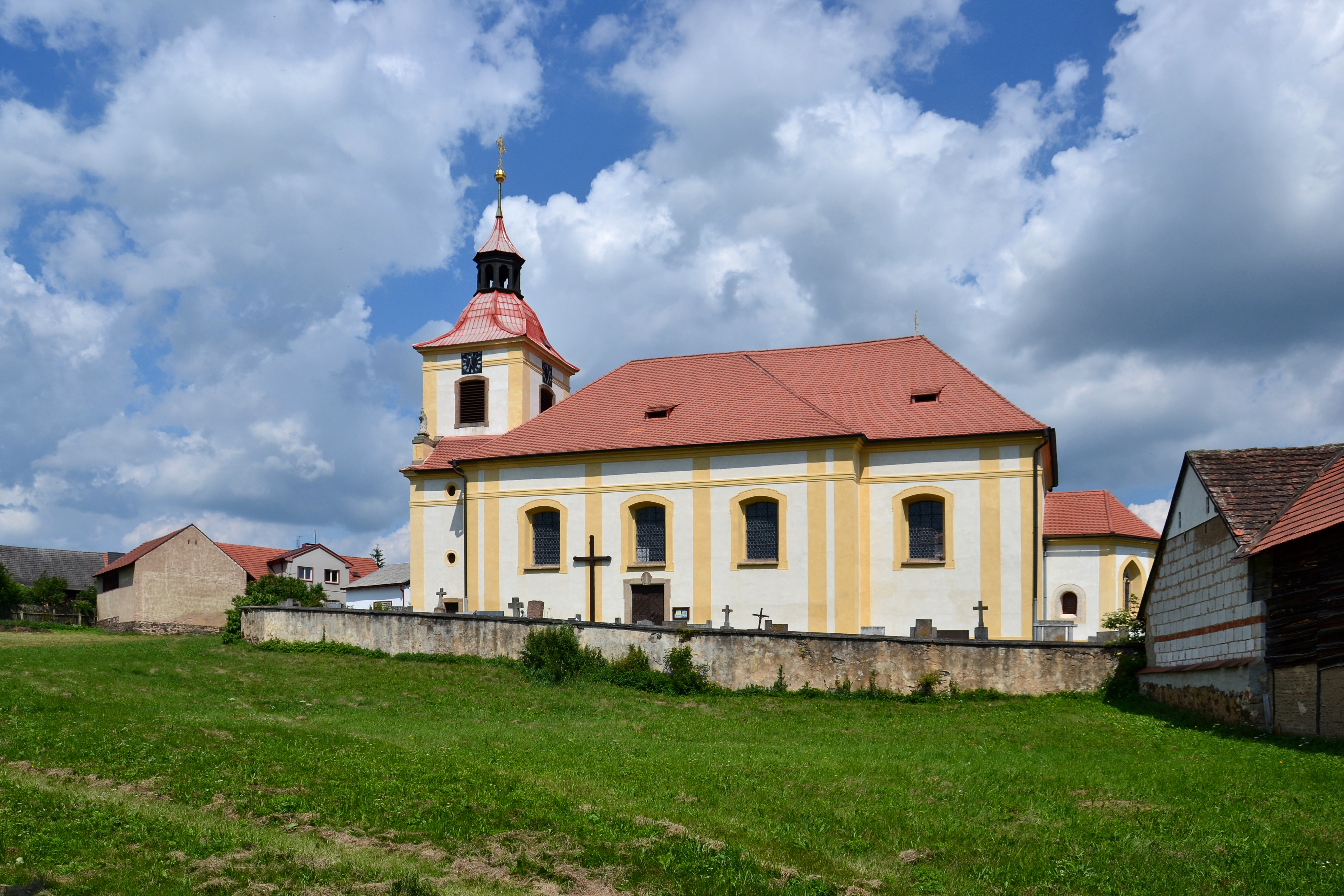
Kostel svatého Jakuba Většího

Žebnice (dříve též Šebnice, německy Schebnitz, Zebnitz) jsou vesnice, část města Plasy v severovýchodní části okresu Plzeň-sever v Plzeňském kraji. Leží dva kilometry severně od Plas. Její katastrální území měří 587,98 ha. Ves je součástí Mikroregionu Dolní Střela.

## Historie
První archeologické doklady o slovanském osídlení místa a svatyni pocházejí z 9. století a byly objeveny v letech 2003–2005 pod kostelem.[zdroj?] Roku 1250 patřila Žebnice mezi 11 vsí, které papež Inocenc IV. potvrdil mezi statky plaského kláštera. Roku 1346 ji opat Jakub I. za roční nájemné postoupil jistému Gerhardovi a jeho manželce.
Další písemná zmínka o vesnici Zebnycz s kostelem pochází z roku 1352, z rejstříků papežského desátku. Potvrzuje, že patřila ke statkům kláštera cisterciáků v Plasích a zůstala jím až do zrušení kláštera v roce 1785.
Roku 1396 se připomíná rytíř Mikuláš ze Žebnice. Roku 1421 ves od krále Zikmunda Lucemburského získal Burian I. z Gutštejna, který ji připojil k hradu Bělé. Roku 1421 táhlo Žižkovo vojsko od Plzně do Plas přes Žebnici a pravděpodobně kostel poškodilo. Roku 1480 byl Jakub ze Žebnice purkrabím hradu Rabštejna. V roce 1530 plaský opat Bohuslav Žebnici vyplatil, dále až do zrušení kláštera patřila k Plasům.
V roce 1741 byla vystavěna nová fara. Kámen ze staré fary byl použit na stavbu školy uprostřed vsi.[zdroj?]

## Přírodní poměry
Žebnice sousedí na jihu s městem Plasy a na západě se vsí Horní Hradiště. V hlubokém zalesněném údolí okolo Žebnického potoka nazývaném Peklo je malý podzemní vodopád vysoký asi dva metry. Na východ od vsi leží samota Sokolka. Vsí protéká Žebnický potok.

## Obyvatelstvo
| Rok            | 1869 | 1880 | 1890 | 1900 | 1910 | 1921 | 1930 | 1950 | 1961 | 1970 | 1980 | 1991 | 2001 | 2011 | 2021 |
| -------------- | ---- | ---- | ---- | ---- | ---- | ---- | ---- | ---- | ---- | ---- | ---- | ---- | ---- | ---- | ---- |
| Počet obyvatel | 414  | 429  | 397  | 390  | 356  | 320  | 299  | 220  | 214  | 204  | 194  | 203  | 182  | 176  | 158  |
| Počet domů     | 52   | 54   | 53   | 53   | 55   | 56   | 60   | 62   | 55   | 53   | 49   | 60   | 60   | 61   | 61   |

## Obecní správa
Po zrušení plaského kláštera majetek spravoval Náboženský fond českého gubernia, po zrušení patrimoniální správy roku 1850 se obec osamostatnila.[zdroj?]
Při sčítání lidu v letech 1869–1980 byly samostatnou obcí, se kterým patřily nejprve do okresu Kralovice, ale v roce 1950 v okrese Plasy a v letech 1961–1980 v okrese Plzeň-sever. Od 1. července 1980 jsou částí města Plasy v okrese Plzeň-sever. V letech 1869–1910 k obci patřilo Horní Hradiště.

## Školství
První škola sídlila v domě čp. 37 pod kostelem, který shořel roku 1910. Samostatná obecná škola byla otevřena na základě dekretu císařovny Marie Terezie roku 1741 a postavena roku 1742. Její kronika byla založena po vystavění nové budovy roku 1884 a je důležitým pramenem k dějinám celé obce. Nová školní budova byla postavena v letech 1897–1898.

## Společnost
Každoročně se ve vsi koná řada společenských a neobvyklých sportovních akcí:
- závod traktorů do vrchu zvaný Traktoriáda
- sporty: pétanque, surfování, lyžování za autem (autoskijering), sáňkování v křesle za autem, surfování na sněhu a další

Společenské akce:
- dětský karneval, masopust, taneční zábavy a turnaje
- Mnohým akcím slouží hospoda U Hasiče.[zdroj?]

## Pamětihodnosti
- Původní vrcholně gotický kostel kostel svatého Jakuba Většího byl v letech 1784–1785 nahrazen barokní stavbou s pravoúhlým presbytářem.[15] Ze staršího kostela se dochoval jen trojboký presbytář.[16]
- Barokní fara s mansardovou střechou je datovaná na desce supraporty severního vchodu letopočtem 1741.
- Budova základní školy z roku 1897–1898
- zbytky tvrze Šebíkov ve stejnojmenném lese
- hraniční kámen ve zdi stodoly u čp. 25
- unikátní původní soubor dřevěných lidových staveb s kamennými základy (domy čp. 31 a 34)
- v ohradní zdi je vsazen smírčí kříž

Na cestě Plasy–Kralovice se nacházejí
- kamenné barokní sochy sv. Jana Nepomuckého (1759) a sv. Judy Tadeáše (1767)
- jeden z největších smírčích křížů v Evropě.[zdroj?]